# Août 1976

## Évènements
- Liban : les forces palestino-progressistes dernières s’effondrent sous l’action commune des milices chrétiennes, de l’armée syrienne et du soutien israélien, entraînant de nouveaux massacres dans les camps. Le plus important est celui de Tel al-Zaatar qui fait 2000 morts. Le Mouvement national se reconstitue dans la Montagne. La LEA décide d’intervenir pour trouver une solution pacifique.

- 1er août (Formule 1) : Grand Prix automobile d'Allemagne.
- 15 août (Formule 1) : Grand Prix automobile d'Autriche.
- 16 août : tsunami sur l'île de Mindanao aux Philippines.
- 16 - 19 août : cinquième conférence des 82 pays non-alignés à Colombo. Ils réitèrent leur volonté d'instaurer un nouvel ordre économique mondial. La domination apparente exercée par l'OPEP donne des idées aux pays producteurs des autres matières premières minérales (cuivre, zinc, étain…) et agricoles (café, cacao, lin…). Des stocks internationaux de régulation des cours sont envisagés mais les projets, déjà débattus dans le cadre du « dialogue Nord-Sud », se heurtent aux résistances des pays industrialisés.
- 18 août : incident du peuplier, assassinat de 2 soldats américains par l'armée populaire de Corée dans la Joint Security Area.
- 25 août, France : démission de Jacques Chirac du poste de Premier ministre
- 26 août, France : nomination de Raymond Barre, passage du gouvernement Jacques Chirac au gouvernement Raymond Barre.
- 29 août :
  - (Formule 1) : Grand Prix automobile des Pays-Bas.
  - (Rallye automobile) : arrivée du Rallye de Finlande.
- 31 août (Mexique)[1] : dévaluation du peso de plus de 50 % pour tenter de réduire la dette extérieure du pays.
- Août : identification du Virus Ebola au Zaïre.

## Naissances
- 2 août : Sam Worthington, acteur australien.
- 5 août : Jenniffer González, personnalité politique portoricaine, Commissaire résident de Porto Rico de 2017 à 2025 et gouverneuse depuis 2025.
- 9 août : Audrey Tautou, actrice française.
- 15 août : Abiy Ahmed, Homme politique Éthiopien, lauréat du Prix Nobel de la Paix premier ministre de Éthiopie depuis 2018.
- 23 août : Scott Caan, acteur américain.
- 24 août : Alex O'Loughlin, acteur australien.
- 25 août : 
  - Céline Lebrun, judoka française, championne du monde en 2001, et vice-championne olympique en 2000.
  - Christophe Petit, dit Christophe Mali auteur-compositeur-interprète français, membre du groupe Tryo.
  - Alexander Skarsgård, acteur suédois.
- 26 août : 
  - Samia Hirèche, rameuse française.
  - Justin Lamoureux, snowboardeur canadien.
  - Sébastien Vieilledent, rameur français.
  - Coralie Delaume, essayiste et blogueuse française († 15 décembre 2020).
- 31 août : Vincent Delerm, chanteur français.

## Décès
- 2 août :
  - Fritz Lang, réalisateur et scénariste allemand (° 1890).
  - Charles Moureaux, homme politique belge (° 4 juin 1902).
- 10 août : Fernand Dehousse, homme politique belge  (° 3 juillet 1906).
- 15 août : Harry C. Ingles, militaire américain (° 12 mars 1888).
- 22 août :
  - Louis Delvaux, homme politique, avocat et juge belge (° 21 octobre 1895).
  - André Lanskoy, peintre russe (° 31 mars 1902).